# Keith Milow
Keith Milow, né le 29 décembre 1945 à Londres, est un artiste britannique.

## Biographie
Tout au long de sa carrière, Keith Milow s'est intéressé à la forme de la croix latine. Dans les années 90, Keith Milow a produit une série de sculptures (tondi) et de peintures faisant hommage aux grands artistes du XXe siècle. Il s'est aussi beaucoup inspiré du peintre hollandais Piet Mondrian.
Keith Milow a suivi ses études à la Camberwell School of Art (1962-1967) et au Royal College of Art (1967-1968). En 1970, il reçoit un Gregory Fellowship de l'université de Leeds, qui sera suivi en 1972 par un Harkness Fellowship aux États-Unis. Il recevra aussi des prix de la Fondation Calouste-Gulbenkian en 1976, du Arts Council of Great Britain en 1979 et de la Edward Albee Foundation en 1983. 
En 1970, Keith Milow produit sa première exposition à la Nigel Greenwood Gallery. Pendant les années 70, il fera partie du mouvement avant-gardiste britannique avec des artistes comme Richard Long, Gilbert & George, Michael Craig-Martin, Mark Lancaster, Tim Head, Nicholas Pope, John Walker, Barry Flanagan, Art and Language et Derek Jarman.
L'œuvre de Milow fait partie des collections publiques du Museum of Modern Art, musée Solomon R. Guggenheim, Walker Art Center, Dallas Museum of Art, musée d'art de Denver, Tate Gallery, Fondation Henry Moore, Leeds City Art Gallery, National Gallery of Australia et musée national d'Australie-Méridionale.

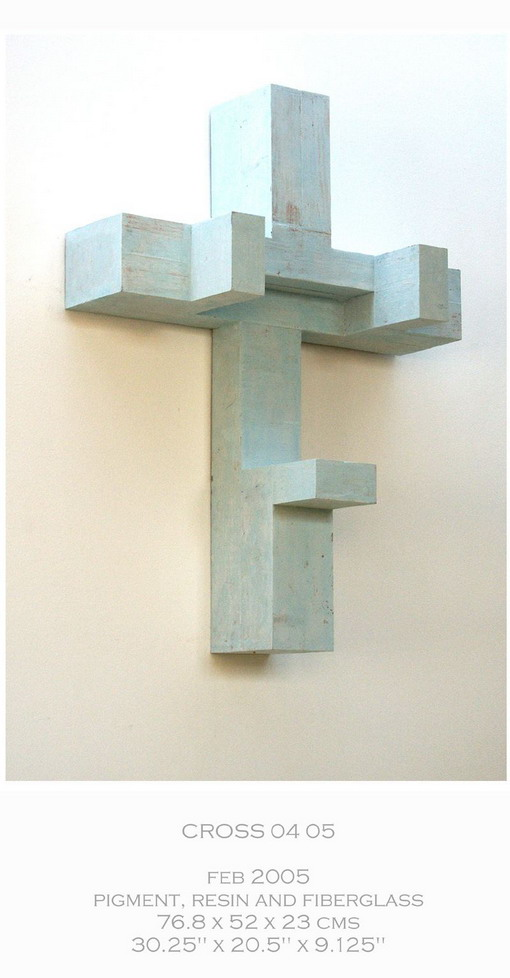
Cross Sculpture, 2005
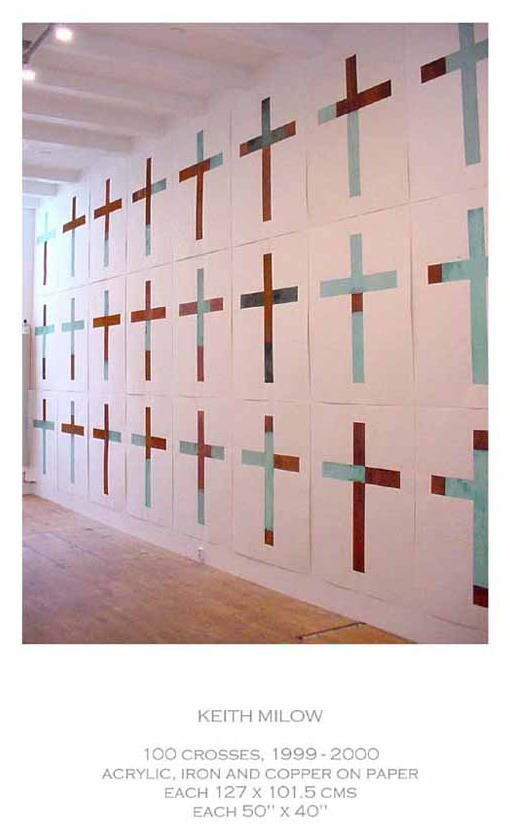
Cross Drawings, 1999-2000
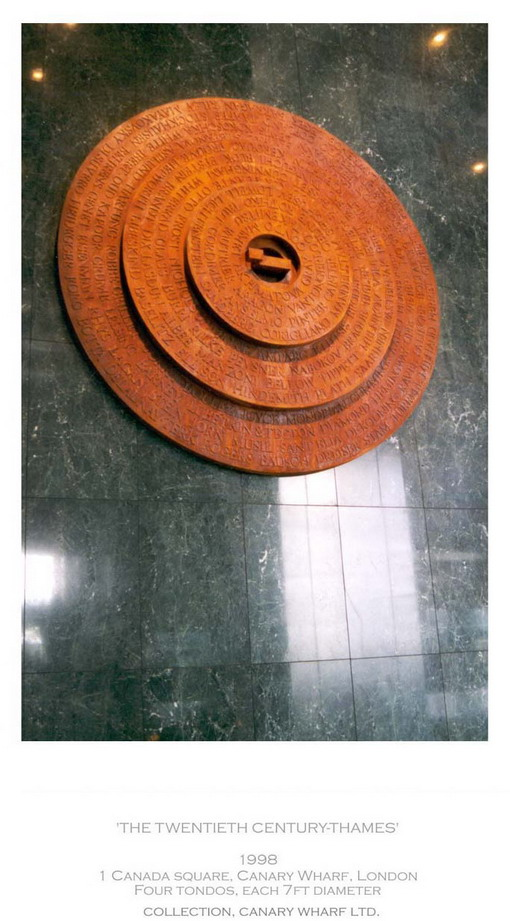
20th Century-Thames, 1998
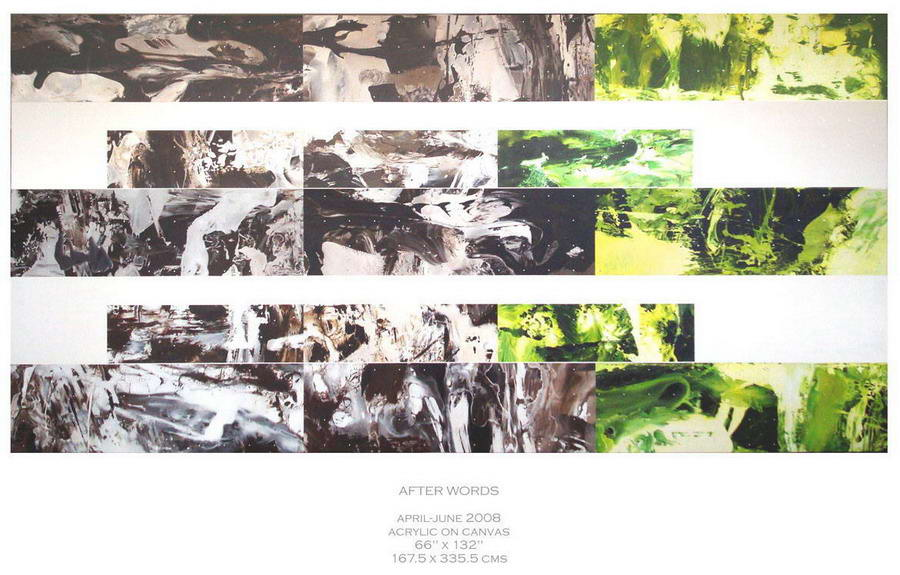
After Words, 2008